# Stepa (film din 1977)
Stepa (în rusă Степь, transliterat: Step) este un film dramatic sovietic din 1977 regizat de Serghei Bondarciuk.

## Rezumat
Filmul este o adaptare a nuvelei omonime a lui Anton Cehov.

## Distribuție
- Oleg Kuznețov — Egorușka
- Vladimir Sedov — Kuzmiciov
- Nikolai Trofimov — părintele Hristofor
- Serghei Bondarciuk — Emelian
- Ivan Lapikov — Pantelei
- Gheorghi Burkov — Vasia
- Stanislav Liubșin — Konstantin Zvonîk
- Innokenti Smoktunovski — Moisei Moiseevici
- Anatoli Vasiliev — Dîmov
- Valeri Zahariev — Stiopka
- Igor Kvașa — Solomon Moiseevici
- Lillian Malkina — Roza
- Irina Skobțeva — contesa Dranițkaia
- Natalia Andreicenko — fata de pe snopi
- Mihail Gluzski — Varlamov
- Mihail Kokșenov — Kiriuha
- Vasili Livanov — Kazimir[5]

## Lansare
A fost lansat în anul 1978 și a avut parte de succes comercial, fiind vizionat de 3,2 milioane de spectatori în cinematografele din Uniunea Sovietică.